# ヴァージンVS
Virgin VS（ヴァージン・ヴイズ）は、「A児」ことあがた森魚をヴォーカルとする日本のニュー・ウェイヴ・バンド。

## メンバー

### 再結成時のメンバー
- A児 (あがた森魚)：ヴォーカル
- ひかる：コーラス
  - 遠藤賢司の妻。「関端ひかる」名で遠藤賢司のサポートをしながら、自らも音楽・映像分野で活動中。
- リッツ：コーラス
  - 代表曲　『うる星やつら』（1981年版）6代目エンディングテーマ「恋のメビウス」（B面は成清加奈子のうる星やつら（1981年版）3代目オープニングテーマ「パジャマ・じゃまだ！」をカバー）
- 木村しんぺい：ドラムス（1981年 - 1982年、1999年、2009年）
- 久保田さちお：ギター
  - 専門学校東京ミュージック＆メディアアーツ尚美の、音響・映像学科の学科長。
- ライオン・メリィ：キーボード
  - 元々あがた森魚のサポートをしており、当時は「メリー上田」と名乗っていたが、その髪を見たあがたが「ライオン・メリィ」と名付けた。「メトロファルス」やロカビリー系バンド「ヒルビリー・バップス」や「ヤプーズ」のアルバムに参加、「エコーユナイト」でも活躍。現在は元ちとせのサポートメンバー。本名の「上田雅人」名義でも活動。
- 光永巌：ベース（1999年、2009年）
  - ライオン・メリィとの「メトロファルス」でのつながりで参加。作曲活動：女神転生外伝ラストバイブルなど。

### 旧メンバー
- 土田まこと（ツッチー・マコト）：ベース（1981年 - 1984年）
- 三科まさる：ドラムス（1982年 - 1984年）
- テック：コーラス

## 概要・略歴
Xバンドと称し、1980年初頭からリハーサルを始め、同年3月に原宿クロコダイルで初ライブを行う。
XバンドからヴァージンVSに改名し、1981年1月28日、キティレコードからシングル「ロンリー・ローラー」でデビュー。1984年解散。
新宿LOFTのイベント「DRIVE TO 2000」（1999年）、「DRIVE TO 2010」（2009年）で再結成を果たしており、あがた森魚のアルバム「日本少年2000系」では参加ミュージシャンとして名を連ねている。
2023年5月21日、初のライブ盤「モンテクリスト・ファン・クラブ」 上巻・下巻の発売を記念してオリジナルメンバー6人が集結したインストアイベントを行った。
2023年9月6日、アニメ『うる星やつら』（2022年版）キャラクターデザインの浅野直之がジャケットを手掛けた『星空サイクリング』のEP盤およびCDが発売。

## ディスコグラフィ

### シングル
| 発売日         | 面           | タイトル                                      | 作詞                | 作曲                        | 編曲         | 規格         | 規格品番     |
| Kitty Record   | Kitty Record | Kitty Record                                  | Kitty Record        | Kitty Record                | Kitty Record | Kitty Record | Kitty Record |
| -------------- | ------------ | --------------------------------------------- | ------------------- | --------------------------- | ------------ | ------------ | ------------ |
| 1981年1月28日  | A            | ロンリー・ローラー / Only Lonely Skate Roller | Virgin VS           | Virgin VS                   | Virgin VS    | EP           | 7DK7005      |
| 1981年1月28日  | B            | サブマリン / Submarine VS opera               | Virgin VS           | Virgin VS                   | Virgin VS    | EP           | 7DK7005      |
| 1981年5月21日  | A            | さらば青春のハイウェイ                        | Virgin VS           | Virgin VS                   | Virgin VS    | EP           | 7DK7012      |
| 1981年5月21日  | B            | ヒロシ君のロンリ―・ローラー                   | Virgin VS           | Virgin VS                   | Virgin VS    | EP           | 7DK7012      |
| 1981年7月1日   | A            | サントワマミイ                                | アダモ 訳：岩谷時子 | アダモ                      | Virgin VS    | EP           | 7DK7013      |
| 1981年7月1日   | B            | ウインター・バスストップ                      | Virgin VS           | Virgin VS                   | Virgin VS    | EP           | 7DK7013      |
| 1982年4月25日  | A            | 夢のラジオシティ                              | あがた森魚          | あがた森魚                  | Virgin VS    | EP           | 7DS0005      |
| 1982年4月25日  | B            | ミッドナイト・テレビジョン                    | 久保田幸夫          | 久保田幸夫                  | Virgin VS    | EP           | 7DS0005      |
| 1982年7月25日  | A            | コズミック・サイクラー                        | Virgin VS           | Virgin VS                   | Virgin VS    | EP           | 7DS0015      |
| 1982年7月25日  | B            | エッフェル塔の歓び                            | Virgin VS           | Virgin VS                   | Virgin VS    | EP           | 7DS0015      |
| 1982年10月25日 | A            | 星空サイクリング                              | Virgin VS           | Virgin VS                   | Virgin VS    | EP           | 7DS0020      |
| 1982年10月25日 | B            | ムーンライト・コースター                      | Virgin VS           | Virgin VS                   | Virgin VS    | EP           | 7DS0020      |
| 1984年4月25日  | A            | エアプレイン                                  | あがた森魚          | あがた森魚                  | Virgin VS    | EP           | 7DS0066      |
| 1984年4月25日  | B            | デパートメントストア                          | あがた森魚          | ライオン・メリー あがた森魚 | Virgin VS    | EP           | 7DS0066      |
| 1984年8月25日  | A            | 恋のメビウス                                  | 寶川翔 久保田さちお | 早川博二                    | Virgin VS    | EP           | 7DS0076      |
| 1984年8月25日  | B            | ミッドナイト・テレビジョン                    | 久保田さちお        | 久保田さちお                | Virgin VS    | EP           | 7DS0076      |
| SUPER FUJI     |              |                                               |                     |                             |              |              |              |
| 2023年9月6日   | A            | 星空サイクリング (Live 1982年 渋谷屋根裏)     | Virgin VS           | Virgin VS                   | Virgin VS    | EP           | FJSP483      |
| 2023年9月6日   | B            | ヌーベル・シンデレラ (Live 1981年 渋谷屋根裏) | 久保田さちお        | 久保田さちお                |              | EP           | FJSP483      |
| 2023年9月6日   | 1            | 星空サイクリング (Live 1982年 渋谷屋根裏)     | 寶川翔 久保田さちお | 早川博二                    | Virgin VS    | CD           | FJSP483      |
| 2023年9月6日   | ２           | ヌーベル・シンデレラ (Live 1981年 渋谷屋根裏) | 久保田さちお        | 久保田さちお                | Virgin VS    | CD           | FJSP483      |
| 2023年9月6日   | 3            | ねじ切れた夜 (1983年Demo)                     |                     |                             | Virgin VS    | CD           | FJSP483      |

### アルバム

#### オリジナルアルバム
| 発売日         | タイトル | レーベル                 | 規格         | 規格品番     |
| Kitty Record   | Kitty Record | Kitty Record             | Kitty Record | Kitty Record |
| -------------- | --- | ------------------------ | ------------ | ------------ |
| 1981年6月1日   | Virgin A面 1. Cocktail Machine's Moon Light Magic Show 3:18 2. Nouvelle Cinderella 4:27 3. Buliki Loco Motion 3:22 4. Santouwamamii 2:45 5. Yakiguri BanBan 2:13 6. Only Lonely Skate Roller 4:09 B面 1. Montechristo Fan Club 3:56 2. Subway Runaway 2:55 3. Good-Bye My Friend 3:51 4. Bespop Scoute 5:20 5. Cinderella Lucky Rocky 4:46 6. Ce La Vie 1:11 | Kitty Record             | LP           | 28MK0014     |
| 1981年6月1日   | Virgin A面 1. Cocktail Machine's Moon Light Magic Show 3:18 2. Nouvelle Cinderella 4:27 3. Buliki Loco Motion 3:22 4. Santouwamamii 2:45 5. Yakiguri BanBan 2:13 6. Only Lonely Skate Roller 4:09 B面 1. Montechristo Fan Club 3:56 2. Subway Runaway 2:55 3. Good-Bye My Friend 3:51 4. Bespop Scoute 5:20 5. Cinderella Lucky Rocky 4:46 6. Ce La Vie 1:11 | Kitty Record             | CT           | 28MC0014     |
| 1989年         | Virgin A面 1. Cocktail Machine's Moon Light Magic Show 3:18 2. Nouvelle Cinderella 4:27 3. Buliki Loco Motion 3:22 4. Santouwamamii 2:45 5. Yakiguri BanBan 2:13 6. Only Lonely Skate Roller 4:09 B面 1. Montechristo Fan Club 3:56 2. Subway Runaway 2:55 3. Good-Bye My Friend 3:51 4. Bespop Scoute 5:20 5. Cinderella Lucky Rocky 4:46 6. Ce La Vie 1:11 | Kitty Record             | CD           | H25K20142    |
| 1995年7月26日  | Virgin A面 1. Cocktail Machine's Moon Light Magic Show 3:18 2. Nouvelle Cinderella 4:27 3. Buliki Loco Motion 3:22 4. Santouwamamii 2:45 5. Yakiguri BanBan 2:13 6. Only Lonely Skate Roller 4:09 B面 1. Montechristo Fan Club 3:56 2. Subway Runaway 2:55 3. Good-Bye My Friend 3:51 4. Bespop Scoute 5:20 5. Cinderella Lucky Rocky 4:46 6. Ce La Vie 1:11 | Kitty Record             | CD           | KTCR-1573    |
| 2007年9月26日  | Virgin A面 1. Cocktail Machine's Moon Light Magic Show 3:18 2. Nouvelle Cinderella 4:27 3. Buliki Loco Motion 3:22 4. Santouwamamii 2:45 5. Yakiguri BanBan 2:13 6. Only Lonely Skate Roller 4:09 B面 1. Montechristo Fan Club 3:56 2. Subway Runaway 2:55 3. Good-Bye My Friend 3:51 4. Bespop Scoute 5:20 5. Cinderella Lucky Rocky 4:46 6. Ce La Vie 1:11 | ユニバーサルミュージック | CD           | UPCY-9131    |
| 1982年7月25日  | STAR☆CRAZY A面 1. トランシルヴァニア 2. エッフェル塔の歓び 3. コズミック・サイクラ― 4. X'マス・フィードバック・スペイスマン 5. ムーンライト・コースター 6. 夢のラジオシティ B面 1. 星の未来 2. スターカッスル星の夜の爆発 3. 日本ＳＦジェネレーション 4. 密林熱鍋 （クレイジーダンス） 5. ときめきナインティーン 6. 水晶になりたい | Kitty Record             | LP           | 28MS0012     |
| 1989年         | STAR☆CRAZY A面 1. トランシルヴァニア 2. エッフェル塔の歓び 3. コズミック・サイクラ― 4. X'マス・フィードバック・スペイスマン 5. ムーンライト・コースター 6. 夢のラジオシティ B面 1. 星の未来 2. スターカッスル星の夜の爆発 3. 日本ＳＦジェネレーション 4. 密林熱鍋 （クレイジーダンス） 5. ときめきナインティーン 6. 水晶になりたい | Kitty Record             | CD           | H25K20143    |
| 1995年7月26日  | STAR☆CRAZY A面 1. トランシルヴァニア 2. エッフェル塔の歓び 3. コズミック・サイクラ― 4. X'マス・フィードバック・スペイスマン 5. ムーンライト・コースター 6. 夢のラジオシティ B面 1. 星の未来 2. スターカッスル星の夜の爆発 3. 日本ＳＦジェネレーション 4. 密林熱鍋 （クレイジーダンス） 5. ときめきナインティーン 6. 水晶になりたい | Kitty Record             | CD           | KTCR-1574    |
| 2007年9月26日  | STAR☆CRAZY A面 1. トランシルヴァニア 2. エッフェル塔の歓び 3. コズミック・サイクラ― 4. X'マス・フィードバック・スペイスマン 5. ムーンライト・コースター 6. 夢のラジオシティ B面 1. 星の未来 2. スターカッスル星の夜の爆発 3. 日本ＳＦジェネレーション 4. 密林熱鍋 （クレイジーダンス） 5. ときめきナインティーン 6. 水晶になりたい | ユニバーサルミュージック | CD           | UPCY-9132    |
| 1982年12月25日 | 乗物デラックス タイトルは乗物に関わる曲が集められていたため。 『星空サイクリング』がヒットしていたため、レコードジャケットの帯には「うる星やつら」の登場キャラクター「ラム」が登場している。初回プレス分には「うる星やつら」のピンナップ型歌詞カードが付いていた。 A面 1. 星空サイクリング 2. ムーンライト・コースター 3. サブマリン 4. サブウェイ・ランナウェイ 5. ミッドナイト・テレビジョン 6. ヒロシ君のロンリー・ローラー B面 1. ブリキ・ロコモーション 2. さらば青春のハイウェイ 3. ベスパップ・スカウト 4. ロンリー・ローラー 5. ウィンター・バスストップ 6. X’マス・フィードバック・スペイスマン | Kitty Record             | CT           | 25CS0024     |
| 1983年         | 乗物デラックス タイトルは乗物に関わる曲が集められていたため。 『星空サイクリング』がヒットしていたため、レコードジャケットの帯には「うる星やつら」の登場キャラクター「ラム」が登場している。初回プレス分には「うる星やつら」のピンナップ型歌詞カードが付いていた。 A面 1. 星空サイクリング 2. ムーンライト・コースター 3. サブマリン 4. サブウェイ・ランナウェイ 5. ミッドナイト・テレビジョン 6. ヒロシ君のロンリー・ローラー B面 1. ブリキ・ロコモーション 2. さらば青春のハイウェイ 3. ベスパップ・スカウト 4. ロンリー・ローラー 5. ウィンター・バスストップ 6. X’マス・フィードバック・スペイスマン | Kitty Record             | LP           | 25MS0024     |
| 1989年         | 乗物デラックス タイトルは乗物に関わる曲が集められていたため。 『星空サイクリング』がヒットしていたため、レコードジャケットの帯には「うる星やつら」の登場キャラクター「ラム」が登場している。初回プレス分には「うる星やつら」のピンナップ型歌詞カードが付いていた。 A面 1. 星空サイクリング 2. ムーンライト・コースター 3. サブマリン 4. サブウェイ・ランナウェイ 5. ミッドナイト・テレビジョン 6. ヒロシ君のロンリー・ローラー B面 1. ブリキ・ロコモーション 2. さらば青春のハイウェイ 3. ベスパップ・スカウト 4. ロンリー・ローラー 5. ウィンター・バスストップ 6. X’マス・フィードバック・スペイスマン | Kitty Record             | CD           | H25K20145    |
| 2007年9月26日  | 乗物デラックス タイトルは乗物に関わる曲が集められていたため。 『星空サイクリング』がヒットしていたため、レコードジャケットの帯には「うる星やつら」の登場キャラクター「ラム」が登場している。初回プレス分には「うる星やつら」のピンナップ型歌詞カードが付いていた。 A面 1. 星空サイクリング 2. ムーンライト・コースター 3. サブマリン 4. サブウェイ・ランナウェイ 5. ミッドナイト・テレビジョン 6. ヒロシ君のロンリー・ローラー B面 1. ブリキ・ロコモーション 2. さらば青春のハイウェイ 3. ベスパップ・スカウト 4. ロンリー・ローラー 5. ウィンター・バスストップ 6. X’マス・フィードバック・スペイスマン | ユニバーサルミュージック | CD           | UPCY-9133    |
| 1984年7月25日  | Radio City Fantasy 西久保瑞穂監督、首藤剛志脚本のOVA『Radio City Fantasy 街角のメルヘン』のサウンドトラック。 A面 1. ベスパップ・スカウト 2. エアプレイン 3. 恋のダイヤモンドリング 4. サブマリン 5. ムーンライト・コースター 6. 百合コレクション B面 1. ブリキ・ロコモーション 2. ロンリー・ローラー 3. デパートメントストア 4. クリスマス・フィードバック・スペイスマン 5. シンデレラ・ラッキー・ロッキー 6. さらば青春のハイウェイ | Kitty Record             | LP           | 28MS0059     |
| 2022年9月30日  | Radio City Fantasy 西久保瑞穂監督、首藤剛志脚本のOVA『Radio City Fantasy 街角のメルヘン』のサウンドトラック。 A面 1. ベスパップ・スカウト 2. エアプレイン 3. 恋のダイヤモンドリング 4. サブマリン 5. ムーンライト・コースター 6. 百合コレクション B面 1. ブリキ・ロコモーション 2. ロンリー・ローラー 3. デパートメントストア 4. クリスマス・フィードバック・スペイスマン 5. シンデレラ・ラッキー・ロッキー 6. さらば青春のハイウェイ |                          | 配信         |              |
| 1987年2月25日  | 羊ヶ丘デパートメントストア 解散前に録音されていたが、上記の「Radio City Fantasy」発売が決定していたためか、一時お蔵入りしていた。ムーンライダーズの鈴木慶一がプロデューサーとして参加。ゲイリー・ルイス＆プレイボーイズの全米NO.1ヒット曲「恋のダイヤモンド・リング」のカバーを収録したのも鈴木のアイディアで、鈴木の色が濃く出たアルバムである。 A面 1. デパートメントストア 2. 恋のダイヤモンド・リング 3. ピカピカ・タクシー・ボーイ 4. 秋晴れ秋葉原 5. 羊は眠る B面 1. カタビラ辻に異星人を待つ 2. 百合コレクション 3. ピクニック・パニック 4. 月夜の尖端り                                          | Kitty Record             | LP           | 28MS0127     |
| 1989年         | 羊ヶ丘デパートメントストア 解散前に録音されていたが、上記の「Radio City Fantasy」発売が決定していたためか、一時お蔵入りしていた。ムーンライダーズの鈴木慶一がプロデューサーとして参加。ゲイリー・ルイス＆プレイボーイズの全米NO.1ヒット曲「恋のダイヤモンド・リング」のカバーを収録したのも鈴木のアイディアで、鈴木の色が濃く出たアルバムである。 A面 1. デパートメントストア 2. 恋のダイヤモンド・リング 3. ピカピカ・タクシー・ボーイ 4. 秋晴れ秋葉原 5. 羊は眠る B面 1. カタビラ辻に異星人を待つ 2. 百合コレクション 3. ピクニック・パニック 4. 月夜の尖端り                                          | Kitty Record             | CD           | H25K20144    |
| 1995年7月26日  | 羊ヶ丘デパートメントストア 解散前に録音されていたが、上記の「Radio City Fantasy」発売が決定していたためか、一時お蔵入りしていた。ムーンライダーズの鈴木慶一がプロデューサーとして参加。ゲイリー・ルイス＆プレイボーイズの全米NO.1ヒット曲「恋のダイヤモンド・リング」のカバーを収録したのも鈴木のアイディアで、鈴木の色が濃く出たアルバムである。 A面 1. デパートメントストア 2. 恋のダイヤモンド・リング 3. ピカピカ・タクシー・ボーイ 4. 秋晴れ秋葉原 5. 羊は眠る B面 1. カタビラ辻に異星人を待つ 2. 百合コレクション 3. ピクニック・パニック 4. 月夜の尖端り                                          | Kitty Record             | CD           | KTCR-1575    |
| 2007年9月26日  | 羊ヶ丘デパートメントストア 解散前に録音されていたが、上記の「Radio City Fantasy」発売が決定していたためか、一時お蔵入りしていた。ムーンライダーズの鈴木慶一がプロデューサーとして参加。ゲイリー・ルイス＆プレイボーイズの全米NO.1ヒット曲「恋のダイヤモンド・リング」のカバーを収録したのも鈴木のアイディアで、鈴木の色が濃く出たアルバムである。 A面 1. デパートメントストア 2. 恋のダイヤモンド・リング 3. ピカピカ・タクシー・ボーイ 4. 秋晴れ秋葉原 5. 羊は眠る B面 1. カタビラ辻に異星人を待つ 2. 百合コレクション 3. ピクニック・パニック 4. 月夜の尖端り                                          | ユニバーサルミュージック | CD           | UPCY-9134    |

#### ライブアルバム
| 発売日        | タイトル | レーベル   | 規格 | 規格品番 |
| ------------- | --- | ---------- | ---- | -------- |
| 2023年4月19日 | モンテクリスト・ファンクラブ 上巻 1981-82 at 渋谷屋根裏 1. エアプレイン 2. ブリキ・ロコモーション 3. サントワマミイ 4. サブマリン 5. やきぐりバンバン 6. サブウェイ・ランナウェイ 7. 日本SFジェネレーション 8. クリスマス・フィードバック・スペイスマン 9. ウィンター・バスストップ 10. ベスパップ・スカウト 11. ヌーベル・シンデレラ 12. さらば青春のハイウェイ | SUPER FUJI | CD   | FJSP476  |
| 2023年5月3日  | モンテクリスト・ファンクラブ 下巻 1981-82 at 渋谷屋根裏 1. 電話予約スターカッスル城行き 2. トランシルヴァニア 3. 星の未来 4. モンテクリスト・ファンクラブ 5. 我らが王 6. 花見（解散風景） 7. エッフェル塔の歓び（Demo） 8. ピラミッドの話 9. アバンギャルド・セッション 10. 夢見るカクテルマシン～Cocktail Machine's Moon Light Magic Show～ 11. Merry-synth.Demo 12. 南洋小夜曲 13. パントマイム 14. ミッドナイト・テレビジョン 15. 青ざめたブルーハ 16. 天然色（いとしの第六惑星） 17. ロンリー・ローラー | SUPER FUJI | CD   | FJSP477  |

#### ベストアルバム
| 発売日        | タイトル | レーベル                 | 規格 | 規格品番  |
| ------------- | --- | ------------------------ | ---- | --------- |
| 1989年6月1日  | ヴァージンVS詩集 あがた森魚自選のベスト集。ここまでのアルバムは「Radio City Fantasy」を除きあがた森魚35周年で復刻販売されている。 1. ベスパップ・スカウト 2. 星の未来 3. ロンリー・ローラー 4. さらば青春のハイウェイ 5. カタビラ辻に異星人を待つ 6. エアプレイン 7. サブマリン 8. ブリキ・ロコモーション 9. シンデレラ・ラッキー・ロッキー 10. ウィンター・バスストップ 11. エッフェル塔の歓び 12. 百合コレクション | Kitty Record             | CD   | H25K20146 |
| 1995年7月26日 | ヴァージンVS詩集 あがた森魚自選のベスト集。ここまでのアルバムは「Radio City Fantasy」を除きあがた森魚35周年で復刻販売されている。 1. ベスパップ・スカウト 2. 星の未来 3. ロンリー・ローラー 4. さらば青春のハイウェイ 5. カタビラ辻に異星人を待つ 6. エアプレイン 7. サブマリン 8. ブリキ・ロコモーション 9. シンデレラ・ラッキー・ロッキー 10. ウィンター・バスストップ 11. エッフェル塔の歓び 12. 百合コレクション | Kitty Record             | CD   | KTCR 1577 |
| 2007年9月26日 | ヴァージンVS詩集 あがた森魚自選のベスト集。ここまでのアルバムは「Radio City Fantasy」を除きあがた森魚35周年で復刻販売されている。 1. ベスパップ・スカウト 2. 星の未来 3. ロンリー・ローラー 4. さらば青春のハイウェイ 5. カタビラ辻に異星人を待つ 6. エアプレイン 7. サブマリン 8. ブリキ・ロコモーション 9. シンデレラ・ラッキー・ロッキー 10. ウィンター・バスストップ 11. エッフェル塔の歓び 12. 百合コレクション | ユニバーサルミュージック | CD   | UPCY-9135 |
| 2006年7月5日  | ヴァージンVS ゴールデン☆ベスト 1. デパートメントストア 2. カタビラ辻に異星人を待つ 3. 百合コレクション 4. 月夜の尖端り 5. エアプレイン 6. 星空サイクリング 7. ウィンター・バスストップ 8. X'マス．フィードバック．スペイスマン 9. サブマリン 10. サントワマミイ 11. ブリキ・ロコモーション 12. ベスバップ・スカウト 13. さらば青春のハイウェイ~Good-Bye My Friend~ 14. ロンリー・ローラー~Only Lonely Skate Roller~  | ユニバーサルミュージック | CD   | UPCY-6151 |

## タイアップ一覧
| 使用年       | 曲名                           | タイアップ                                                       | 初出作品                           |
| ------------ | ------------------------------ | ---------------------------------------------------------------- | ---------------------------------- |
| ヴァージンVS |                                |                                                                  |                                    |
| 1981年       | ロンリー・ローラー             | フジテレビ系ドラマ『探偵同盟』主題歌                             | シングル『ロンリー・ローラー』     |
| 1981年       | さらば青春のハイウェイ         | フジテレビ系ドラマ『翔んだライバル』主題歌                       | シングル『さらば青春のハイウェイ』 |
| 1982年       | モンテクリスト・ファン・クラブ | フジテレビ系アニメ『うる星やつら』（1981年版）挿入歌             |                                    |
| 1982年       | コズミック・サイクラー         | フジテレビ系アニメ『うる星やつら』（1981年版）挿入歌             | シングル『コズミック・サイクラー』 |
| 1982年       | ムーンライト・コースター       | フジテレビ系アニメ『うる星やつら』（1981年版）挿入歌             | シングル『星空サイクリング』       |
| 1982年       | 星空サイクリング               | フジテレビ系アニメ『うる星やつら』（1981年版）エンディングテーマ | シングル『星空サイクリング』       |
| 1983年       | 星空サイクリング               | 東宝アニメ映画『うる星やつら オンリー・ユー』挿入歌              | シングル『星空サイクリング』       |
| 1983年       | ムーンライト・コースター       | 東宝アニメ映画『うる星やつら オンリー・ユー』挿入歌              | シングル『星空サイクリング』       |
| 1983年       | サントワマミイ                 | フジテレビ系アニメ『みゆき』第8話 挿入歌                         | シングル『ロンリー・ローラー』     |
| 1983年       | 夢のラジオシティ               | フジテレビ系アニメ『みゆき』第18話 挿入歌                        | シングル『夢のラジオシティ』       |
| リッツ       |                                |                                                                  |                                    |
| 1984年       | 恋のメビウス                   | フジテレビ系アニメ『うる星やつら』（1981年版）エンディングテーマ | シングル『恋のメビウス』           |